# العلاقات الإماراتية البرازيلية
العلاقات الإماراتية البرازيلية هي العلاقات الثنائية التي تجمع بين الإمارات العربية المتحدة والبرازيل.

## مقارنة بين البلدين
هذه مقارنة عامة ومرجعية للدولتين:
| وجه المقارنة                                              | الإمارات العربية المتحدة | البرازيل |
| --------------------------------------------------------- | ------------------------ | --- |
| المساحة (كم2)                                             | 83.60 ألف                | 8.52 مليون |
| عدد السكان (نسمة)                                         | 9.40 مليون               | 202.66 مليون |
| الكثافة السكانية (ن./كم²)                                 | 112.44                   | 23.79 |
| العاصمة                                                   | أبو ظبي                  | برازيليا، ريو دي جانيرو |
| اللغة الرسمية                                             | اللغة العربية            | برتغالية برازيلية، Brazilian Sign Language ‏ |
| العملة                                                    | درهم إماراتي             | ريال برازيلي، كروزيرو ريال برازيلي ‏، كروزيرو البرازيلية (1990–1993)، البرازيلي كروزادو نوفو، كروزادو برازيلي، cruzeiro ‏، كروزيرو البرازيلية (1942–1967)، الريال البرازيلي (قديم) |
| الناتج المحلي الإجمالي (بليون دولار)                      | 382.58 مليار             | 2.06 تريليون |
| الناتج المحلي الإجمالي (تعادل القوة الشرائية) بليون دولار | 640.72 مليار             | 3.22 تريليون |
| الناتج المحلي الإجمالي الاسمي للفرد دولار أمريكي          | 40.44 ألف                | 8.54 ألف |
| الناتج المحلي الإجمالي للفرد دولار أمريكي                 | 67.67 ألف                | 15.89 ألف |
| مؤشر التنمية البشرية                                      | 0.835                    | 0.754 |
| رمز المكالمات الدولي                                      | +971                     | +55 |
| رمز الإنترنت                                              | .ae، .امارات             | .br |
| المنطقة الزمنية                                           | ت ع م+04:00              | |

## مدن متوأمة
في ما يلي قائمة باتفاقيات التوأمة بين مدن إماراتية وبرازيلية:
- ترتبط دبي مع ريو دي جانيرو باتفاقية توأمة منذ 2009.[16][16][16][16]

## منظمات دولية مشتركة
يشترك البلدان في عضوية مجموعة من المنظمات الدولية، منها:
| علم المنظمة | اسم المنظمة                        | تاريخ انضمام الإمارات العربية المتحدة | تاريخ انضمام البرازيل |
| ----------- | ---------------------------------- | ------------------------------------- | --------------------- |
|             | الاتحاد البريدي العالمي            | ?                                     | ?                     |
|             | يونسكو                             | 20 أبريل 1972                         | 4 نوفمبر 1946         |
|             | البنك الدولي للإنشاء والتعمير      | 22 سبتمبر 1972                        | 14 يناير 1946         |
|             | منظمة التجارة العالمية             | ?                                     | ?                     |
|             | وكالة ضمان الاستثمار متعدد الأطراف | 20 أكتوبر 1993                        | 7 يناير 1993          |
|             | البنك الإفريقي للتنمية             | ?                                     | ?                     |
|             | الاتحاد الدولي للاتصالات           | 27 يونيو 1972                         | 4 يوليو 1877          |
|             | منظمة الشرطة الجنائية الدولية      | ?                                     | ?                     |
|             | مؤسسة التمويل الدولية              | 30 سبتمبر 1977                        | 31 ديسمبر 1956        |
|             | الأمم المتحدة                      | 9 ديسمبر 1971                         | 24 أكتوبر 1945        |
|             | مؤسسة التنمية الدولية              | 23 ديسمبر 1981                        | 15 مارس 1963          |
|             | الفريق المعني برصد الأرض           | ?                                     | ?                     |
|             | منظمة حظر الأسلحة الكيميائية       | ?                                     | ?                     |

## وصلات خارجية
- موقع وزارة الخارجية الإماراتية
- موقع وزارة الخارجية البرازيلية